# Rádio do Festival Eurovisão da Canção
O Rádio do Festival Eurovisão da Canção ou mais comumente conhecido por ESC Radio, é um canal de rádio que transmite durante todo o ano, músicas ligadas ao festival. 
A rádio alemã é emitida a partir do Algarve,. Todos os dias, à meia noite (Hora Central Europeia), a rádio passa o hino da Eurovisão, Te Deum.
O seu leque musical vai desde músicas que concorreram ao Festival Eurovisão da Canção (dando mais enface aquelas que se sagraram campeãs), até às músicas que concorreram nas finais nacionais de cada país (por exemplo, músicas que tenham participado no Festival RTP da Canção 2008). Para além de utilizar as músicas nas suas versões originais, a rádio transmite ainda as músicas cantadas em várias outras línguas, e remisturas.

## Prémios ESC Radio
Desde 2006, criou os Prémios Rádio do Festival Eurovisão da Canção (em inglês, ESC Radio Awards), atribuídos à melhor canção , à melhor artista feminina, ao melhor artista masculino e ao melhor grupo, que tenha concorrido naquele ano no Festival Eurovisão da Canção.